# (9316) Rhamnus
(9316) Rhamnus est un astéroïde de la ceinture principale.

## Description
(9316) Rhamnus est un astéroïde de la ceinture principale. Il fut découvert le 12 août 1988 à l'observatoire de Haute-Provence par Eric Walter Elst. Il présente une orbite caractérisée par un demi-grand axe de 3,00 UA, une excentricité de 0,07 et une inclinaison de 10,6° par rapport à l'écliptique.

## Compléments